# Renxu
Renxu (kinesiska: 任圩) är ett stadsdelsdistrikt  i östra Kina. Det ligger i stadsdistriktet Xiangshan i staden Huaibei i provinsen Anhui, omkring 240 kilometer norr om provinshuvudstaden Hefei.